# AD Fafe
Associação Desportiva de Fafe ist ein Fußballverein aus der portugiesischen Stadt Fafe im Norden des Landes.

## Geschichte
Im Jahr 1958 gegründet, spielte der AD Fafe zur Saison 1988/89 erstmals in der Primeira Liga. Für die Erstklassigkeit hatte man sich allerdings nicht sportlich qualifiziert, sondern trat als Ersatz für den aufgrund von Bestechungsvorwürfen in die 3. Liga versetzten Vereins FC Famalicão an. Mit dem 16. Platz verfehlte man den Klassenerhalt knapp. In der Saison 2016/17 war der Verein erneut im Profifußball vertreten, stieg aber nach nur einer Saison wieder aus der Segunda Liga, der zweithöchsten portugiesischen Spielklasse, ab. Aktuell spiel der Verein 2024/25 in der drittklassigen Liga 3.
Im nationalen Pokal erreichte man 1977 und 1979 als Zweitligist jeweils das Halbfinale. Zuletzt stand man sogar als Drittligist 2000 im Viertelfinale, wo man dem FC Porto mit 0:3 unterlag.

## Spieler
- Rui Costa (1990–1991)
- Ricardo Fernandes (1997–1999, 2013–2016)
- Alexandre Martins Costa (1998–2001)
- Érico Castro (seit 2024)